# Борщівка (Ізюмський район)
Борщі́вка — село в Україні, входить до складу Балаклійської територіальної громади Ізюмського району Харківської області. Населення становить 1292 особи. До 2020 орган місцевого самоврядування — Борщівська сільська рада.

## Географія
Село Борщівка розташоване на правому березі річки Волоська Балаклійка. Вище за течією на відстані 5 км є село Бригадирівка, нижче за течією на відстані 6 км — місто Балаклія.

## Історія
Село Борщівка засноване у 1818 році.
В 1905 році у селі почав працювати цегляний завод. З виробленої ним цегли побудували нову кам'яну церкву та будівлі двох земських шкіл. У 20-ті роки ХХ ст.  було 569 домогосподарств, в яких проживала 3571 особа.
Село постраждало внаслідок геноциду українського народу, проведеного урядом СССР в 1932—1933 роках, кількість встановлених жертв — 786 людей (за іншими даними — щонайменше 1106 жертв).
Друга світова війна забрала життя 331 односельця. 18 січня 1942 року у бою під Борщівкою загинуло 33 бійці 253-ї стрілецької дивізії РА.
У післявоєнний період село почало відбудовуватися. Були створені два колгоспи — Червоний Перекоп та Червона Нива, які пізніше були перейменовані у колгоспи імені Мікояна та імені Берія. У 1953 році колгоспи об'єднали в один колгосп — імені Жданова.
Наприкінці 70-х років керівником колгоспу став І. М. Перерва, який вивів господарство на одне з кращих у районі. В селі були побудовані тваринницькі ферми, заправна станція ГСМ, 15 будинків для працівників господарства, їдальня. У 1985 році побудована нова будівля школи. В 1989 році село було газифіковане на 90 %.
У 1991 році був побудований 32-квартирний будинок. Збудовані нові майстерні, склади, мельниця, олійний завод.
В 2005 році було створене ТОВ АФ «Борщівське».
12 червня 2020 року, відповідно до Розпорядження Кабінету Міністрів України  № 725-р «Про визначення адміністративних центрів та затвердження територій територіальних громад Харківської області», увійшло до складу Балаклійської міської територіальної громади.
19 липня 2020 року, в результаті адміністративно-територіальної реформи та ліквідації Балаклійського району, село увійшло до складу новоутвореного Ізюмського району.
26 березня 2022 року село було окуповане російськими військами. За період  окупації населення зменшилося, станом на 1 січня 2025 року в ньому фактично проживало 672 особи. Виїхали із села протягом окупації 185 осіб, повернулись — 81 особа. За час війни в селі були пошкоджені 25 домоволодінь. 18 січня 2025 року через влучання по житловій забудові БпЛА «Шахед» було пошкоджено ще 15 будинків, господарські споруди, автівки.

## Населення
Згідно з переписом УРСР 1989 року чисельність наявного населення села становила 1194 особи, з яких 544 чоловіки та 650 жінок.
За переписом населення України 2001 року в селі мешкала 1281 особа.

### Мова
Розподіл населення за рідною мовою за даними перепису 2001 року:
| Мова       | Відсоток |
| ---------- | -------- |
| українська | 91,87 %  |
| російська  | 6,73 %   |
| білоруська | 0,23 %   |
| грецька    | 0,23 %   |
| циганська  | 0,08 %   |
| інші       | 0,86 %   |

## Церква
З «Историко-статистического описания Харьковской епархии» преосвященного Філарета (Гумільовський Д. Г.) дізнаємося, що в 1829 року була побудована Вознесенська церква, а 1913 року прихожанами була побудована кам'яна церква (архітектор В. М. Покровський), що було, очевидно пов'язано з руйнуванням давнішої. Нова церква також була Вознесіння Христового.
Ця церква була зруйнована в роки німецько-радянської війни.

## Економіка
- Молочно-товарна і свино-товарна ферми.
- На території села розташовані виробничі потужності «Балаклійського маслозаводу».

## Об'єкти соціальної сфери
- Школа.

## Пам'ятки
Є пам'ятник воїнам-визволителям, пам'ятник жертвам голодомору 1932-33 рр.

Пам'ятник жертвам голодомору 1932—1933 рр.
Пам'ятник жертвам голодомору 1932—1933 рр. Вид зблизька
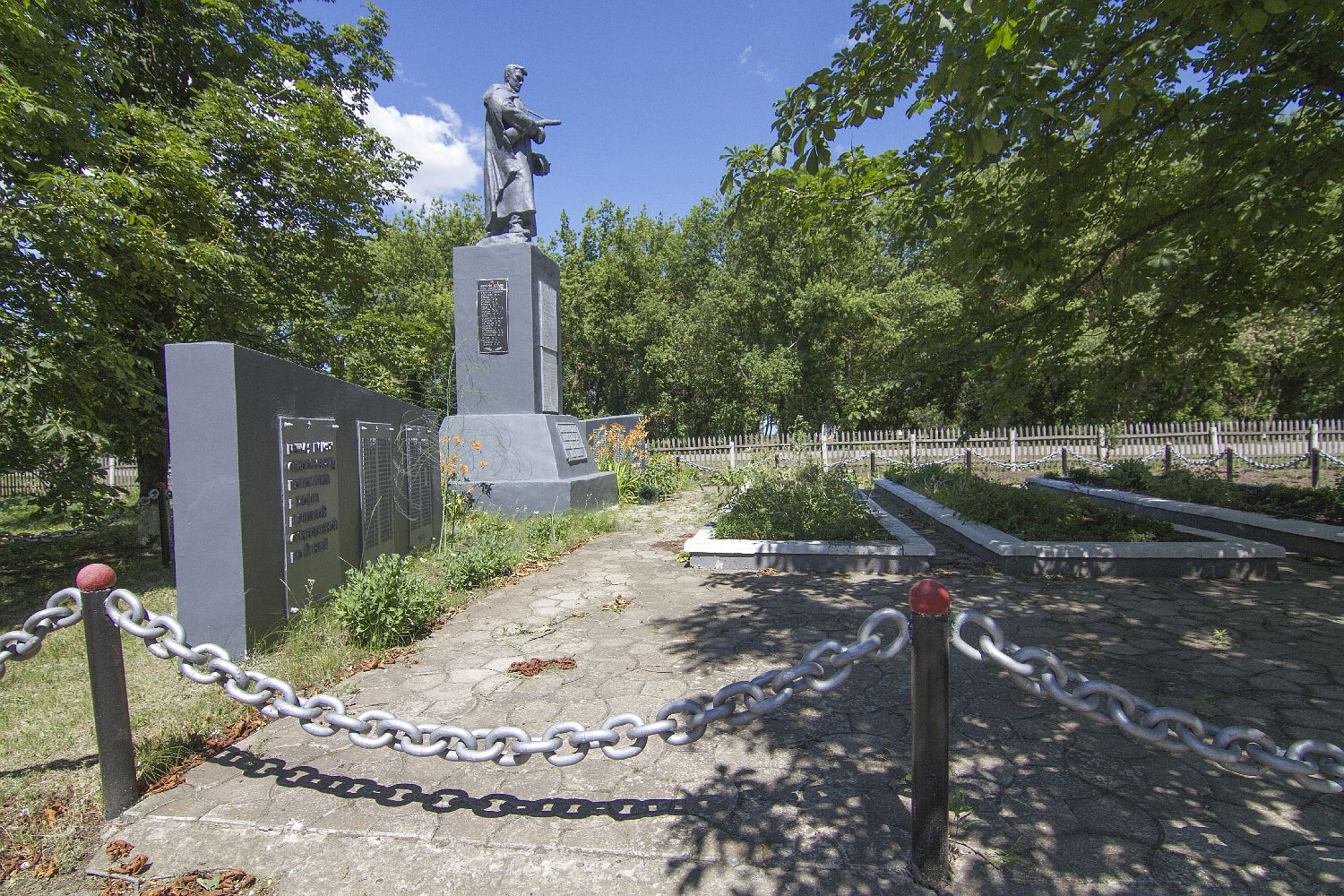
Братські могили радянських воїнів. Поховано 290 воїнів
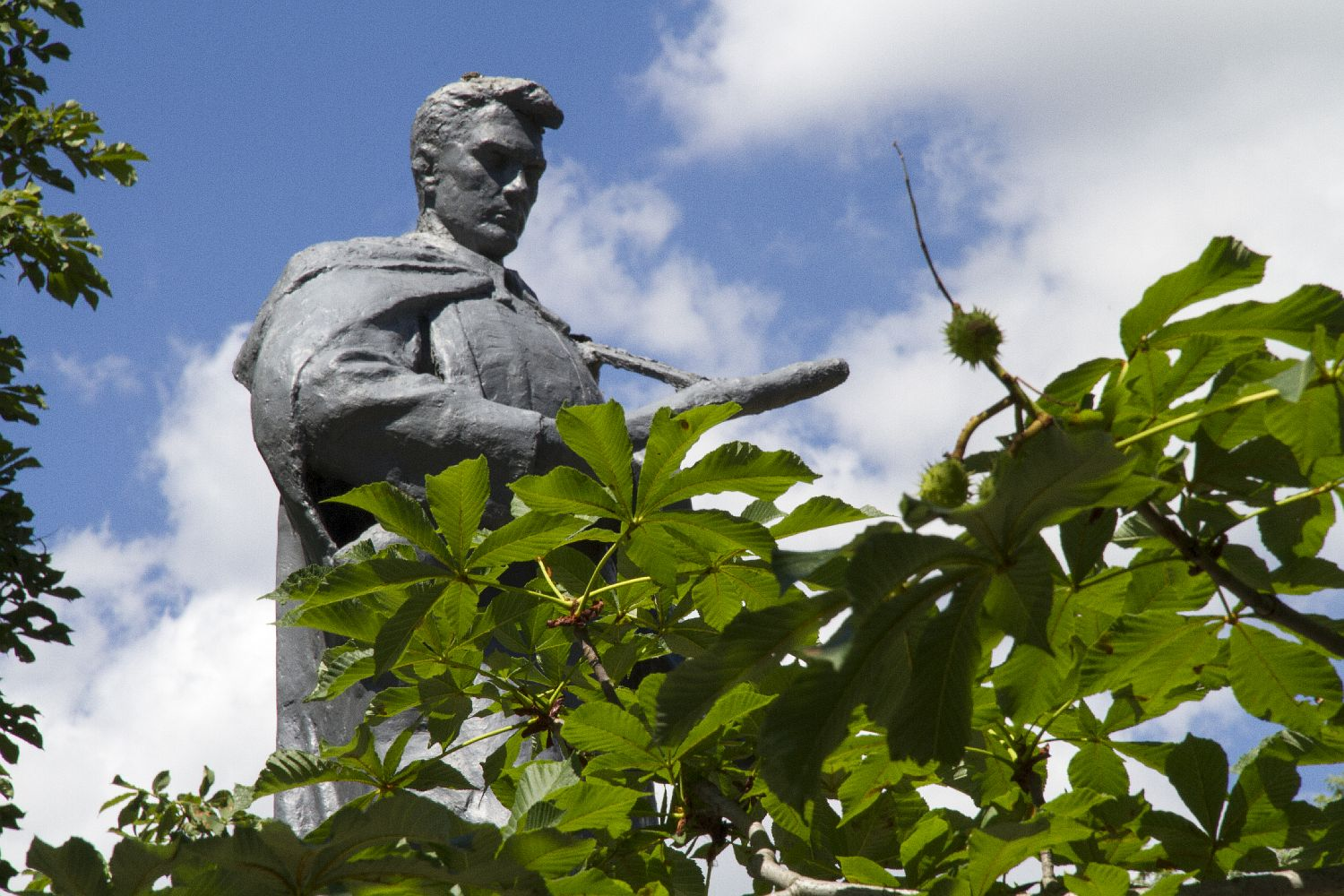
Монумент на братській могилі у Борщівці